# مهران احمدی
مهران احمدی (زادهٔ ۹ اسفند ۱۳۵۲) بازیگر و کارگردان ایرانی سینما، تئاتر و تلویزیون اهل ایران است.
وی فعالیت سینمایی خود را در سال ۱۳۸۵ با بازی در فیلم «آدم» ساخته عبدالرضا کاهانی آغاز کرد. او همچنین به عنوان برنامه‌ریز، دستیار کارگردان و مدیر تولید در چند اثر حضور داشته است. بازی جدی احمدی در فیلم‌هایی مثل یک خانواده محترم، بغض و ماحی قابل توجه بود. او در سال ۱۳۹۲ در مجموعه تلویزیونی آوای باران نقش شکیب را بازی کرده است. همچنین در فصل ۲ و ۳ و ۶ سریال پایتخت نقش بهبود فریبا را ایفا کرد.
احمدی نخستین فیلم بلند سینمایی خود با عنوان مصادره را در سال ۱۳۹۶ کارگردانی کرد.

## فیلم‌شناسی

### سینمایی
| سال  | نام فیلم                | کارگردان         | سمت                                    |
| ---- | ----------------------- | ---------------- | -------------------------------------- |
| ۱۴۰۳ | آقای زالو               | مهران احمدی      | بازیگر، تهیه کننده و کارگردان          |
| ۱۴۰۲ | آبی روشن                | بابک خواجه‌پاشا   | بازیگر                                 |
| ۱۴۰۲ | آریاشهر دو نفر          | حمید بهرامیان    | بازیگر                                 |
| ۱۴۰۱ | روایت ناتمام سیما       | علیرضا صمدی      | بازیگر                                 |
| ۱۴۰۱ | غریب                    | محمدحسین لطیفی   | بازیگر                                 |
| ۱۳۹۹ | روز ششم                 | حجت قاسم‌زاده اصل | بازیگر                                 |
| ۱۳۹۹ | لیپار                   | حسین ریگی        | بازیگر                                 |
| ۱۳۹۹ | کوسه                    | علی عطشانی       | بازیگر                                 |
| ۱۳۹۹ | ابلق                    | نرگس آبیار       | بازیگر                                 |
| ۱۳۹۸ | سگ‌بند                   | مهران احمدی      | بازیگر، کارگردان                       |
| ۱۳۹۸ | بی‌صدا حلزون             | بهرنگ دزفولی‌زاده | بازیگر                                 |
| ۱۳۹۷ | مطرب                    | مصطفی کیایی      | بازیگر                                 |
| ۱۳۹۷ | من می‌ترسم               | بهنام بهزادی     | بازیگر                                 |
| ۱۳۹۷ | قسم                     | محسن تنابنده     | بازیگر                                 |
| ۱۳۹۷ | زیرنظر                  | مجید صالحی       | بازیگر                                 |
| ۱۳۹۷ | آشفته‌گی                 | فریدون جیرانی    | بازیگر                                 |
| ۱۳۹۶ | حورا                    | رضا ساغرچیان     | بازیگر                                 |
| ۱۳۹۶ | هزارپا                  | ابوالحسن داوودی  | بازیگر                                 |
| ۱۳۹۶ | روزهای نارنجی           | آرش لاهوتی       | بازیگر                                 |
| ۱۳۹۶ | مصادره                  | مهران احمدی      | بازیگر، کارگردان                       |
| ۱۳۹۶ | شاید عشق نبود           | سعید ابراهیمی‌فر  | بازیگر                                 |
| ۱۳۹۶ | فیلم کوتاه ساکنین محترم | مهران احمدی      | تهیه‌کننده، کارگردان                    |
| ۱۳۹۵ | کاکا                    | علی سرآهنگ       | بازیگر                                 |
| ۱۳۹۵ | لیلاج                   | داریوش یاری      | بازیگر                                 |
| ۱۳۹۵ | من دیوانه نیستم         | علیرضا امینی     | بازیگر                                 |
| ۱۳۹۴ | کارگر ساده نیازمندیم    | منوچهر هادی      | بازیگر                                 |
| ۱۳۹۴ | ماحی                    | داود خیام        | بازیگر                                 |
| ۱۳۹۴ | نفس                     | نرگس آبیار       | بازیگر                                 |
| ۱۳۹۳ | تگرگ و آفتاب            | رضا کریمی        | بازیگر                                 |
| ۱۳۹۲ | تتل و راز صندوقچه       | وحید گلستان      | بازیگر                                 |
| ۱۳۹۲ | تمشک                    | سامان سالور      | بازیگر                                 |
| ۱۳۹۲ | سیزده                   | هومن سیدی        | بازیگر                                 |
| ۱۳۹۲ | شیار ۱۴۳                | نرگس آبیار       | بازیگر                                 |
| ۱۳۹۱ | آینه شمعدون             | بهرام بهرامیان   | بازیگر                                 |
| ۱۳۹۱ | از تهران تا بهشت        | ابوالفضل صفاری   | بازیگر                                 |
| ۱۳۹۱ | روز روشن                | حسین شهابی       | بازیگر                                 |
| ۱۳۹۰ | بغض                     | رضا درمیشیان     | بازیگر                                 |
| ۱۳۹۰ | یک خانواده محترم        | مسعود بخشی       | بازیگر                                 |
| ۱۳۹۰ | یکی برای همه            | محمد آهنگرانی    | بازیگر                                 |
| ۱۳۹۰ | بی‌خود و بی‌جهت           | عبدالرضا کاهانی  | مدیر تولید                             |
| ۱۳۸۹ | آلزایمر                 | احمدرضا معتمدی   | بازیگر                                 |
| ۱۳۸۹ | اسب حیوان نجیبی است     | عبدالرضا کاهانی  | بازیگر                                 |
| ۱۳۸۹ | خواب است پروانه         | مزدک میرعابدینی  | بازیگر                                 |
| ۱۳۸۹ | سیزده ۵۹                | سامان سالور      | بازیگر، برنامه‌ریز، دستیار اول کارگردان |
| ۱۳۸۹ | صدای پای من             | مهرداد خوشبخت    | بازیگر                                 |
| ۱۳۸۸ | خواب‌های دنباله‌دار       | پوران درخشنده    | بازیگر، برنامه‌ریز، دستیار اول کارگردان |
| ۱۳۸۸ | هیچ                     | عبدالرضا کاهانی  | بازیگر، مدیر برنامه‌ریزی                |
| ۱۳۸۷ | آنجا                    | عبدالرضا کاهانی  | بازیگر، برنامه‌ریز، دستیار اول کارگردان |
| ۱۳۸۷ | بیست                    | عبدالرضا کاهانی  | بازیگر، برنامه‌ریز، دستیار اول کارگردان |
| ۱۳۸۵ | آدم                     | عبدالرضا کاهانی  | بازیگر، برنامه‌ریز، دستیار اول کارگردان |
| ۱۳۷۹ | دعوت به شام             | داوود موثقی      | بازیگر                                 |

### مجموعه‌های تلویزیونی
| سال  | نام مجموعه            | کارگردان              | سمت    | شبکه        |
| ---- | --------------------- | --------------------- | ------ | ----------- |
| ۱۳۹۹ | پایتخت ۶              | سیروس مقدم            | بازیگر | شبکه ۱      |
| ۱۳۹۵ | چرخ فلک               | عزیزالله حمیدنژاد     | بازیگر | شبکه ۱      |
| ۱۳۹۴ | زعفرانی               | حامد محمدی            | بازیگر | شبکه ۲      |
| ۱۳۹۲ | پایتخت ۳              | سیروس مقدم            | بازیگر | شبکه ۱      |
| ۱۳۹۲ | مهرآباد               | فرید سجادی حسینی      | بازیگر | شبکه ۵      |
| ۱۳۹۲ | آوای باران            | حسین سهیلی‌زاده        | بازیگر | شبکه ۳      |
| ۱۳۹۲ | یادآوری               | حجت قاسم‌زاده اصل      | بازیگر | شبکه آی‌فیلم |
| ۱۳۹۱ | پایتخت ۲              | سیروس مقدم            | بازیگر | شبکه ۱      |
| ۱۳۹۰ | تا ثریا               | سیروس مقدم            | بازیگر | شبکه ۳      |
| ۱۳۸۸ | روزی بود، روزی نبود   | سیدمحمد مختاری        | بازیگر | شبکه ۱      |
| ۱۳۸۲ | مهر و ماه             | فیاض موسوی            | بازیگر | شبکه ۱      |
| ۱۳۸۲ | روژان                 | ماشاالله شاهمرادی‌زاده | بازیگر | شبکه ۲      |
| ۱۳۸۱ | خاتون                 | فیاض موسوی            | بازیگر | شبکه ۱      |
| ۱۳۸۰ | آخرین روزهای شاد بودن | حجت قاسم‌زاده اصل      | بازیگر | شبکه ۱      |
| ۱۳۸۰ | بیابان عشق            | هوشنگ هدایتی          | بازیگر | شبکه ۱      |
| ۱۳۷۹ | صدایم کن              | مسعود نوابی           | بازیگر |             |
| ۱۳۷۹ | روزهای مه‌آلود         | فیاض موسوی            | بازیگر | شبکه ۱      |
| ۱۳۷۸ | تنها در تاریکی        | مسعود رشیدی           | بازیگر | شبکه ۲      |
| ۱۳۷۷ | ثقةالاسلام تبریزی     | حجت قاسم‌زاده اصل      | بازیگر | شبکه ۲      |
| ۱۳۷۶ | جدال با سرنوشت        | مسعود رشیدی           | بازیگر | شبکه ۱      |
| ۱۳۷۰ | جستجو                 | خسرو ملکان            | بازیگر |             |

### مجموعه‌های نمایش خانگی
| سال  | عنوان مجموعه       | سمت      | کارگردان       | پلتفرم           | توضیحات             |
| ---- | ------------------ | -------- | -------------- | ---------------- | ------------------- |
| ۱۴۰۲ | سیاه‌چاله           | بازیگر   | حسین نمازی     | فیلم‌نت           | در نقش «رستم عمویی» |
| ۱۴۰۱ | بی‌گناه             | کارگردان | مهران احمدی    | فیلیمو           | در نقش «عطا معصومی» |
| ۱۳۹۹ | می‌خواهم زنده بمانم | بازیگر   | شهرام شاه‌حسینی | شبکه نمایش خانگی | در نقش «بهمن دشتی»  |
| ۱۳۹۷ | ساخت ایران ۲       | بازیگر   | برزو نیک‌نژاد   | شبکه نمایش خانگی | در نقش «توتونچی»    |
| ۱۳۹۳ | ابله               | بازیگر   | کمال تبریزی    | شبکه نمایش خانگی | در نقش «هوشنگ تتلو» |

## جوایز
- برندهٔ سیمرغ بلورین بهترین بازیگر نقش مکمل مرد از بخش «جلوه‌گاه شرق» (سینمای آسیا) از بیست و نهمین جشنوارهٔ فیلم فجر برای فیلم آلزایمر ۱۳۸۹